# Mariano Abad y Navarro
Mariano Abad y Navarro (fl. XIX secolo) è stato un pittore spagnolo, attivo a Granada verso la metà del secolo.

## Biografia
Pittore andaluso, sono pochissime le notizie sulla sua vita. Si sa che a Granada fu membro dell'Accademia delle belle arti, oltre che professore di anatomia pittorica presso la Sociedad Éconómica. Una testimonianza del 1856 lo ricorda come da poco morto in giovane età.